# Scinax argyreornatus
Scinax argyreornatus är en groddjursart som först beskrevs av Miranda-Ribeiro 1926.  Scinax argyreornatus ingår i släktet Scinax och familjen lövgrodor. IUCN kategoriserar arten globalt som livskraftig. Inga underarter finns listade i Catalogue of Life.